# Петровка (Єврейська автономна область)
Петровка (рос. Петровка) — село у Біробіджанському районі Єврейської автономної області Російської Федерації.
Входить до складу муніципального утворення Найфельдське сільське поселення. Населення становить 106 осіб (2010).

## Історія
Згідно із законом від 26 листопада 2003 року органом місцевого самоврядування є Найфельдське сільське поселення.

## Населення
| 2002 | 2010 |
| ---- | ---- |
| 164  | ↘106 |